# Williamina Fleming
Williamina Paton Stevens Fleming (Dundee, 15 mei 1857 - Boston, 21 mei 1911) was een Amerikaans astronoom van Britse oorsprong.

## Vroege leven
Williamina Paton Stevens werd op 15 mei 1857 geboren in Dundee, Angus, als dochter van Mary Walker en Robert Stevens, een beeldhouwer en vergulder. Daar trouwde ze in 1877 met James Orr Fleming, een accountant en weduwnaar, eveneens uit Dundee. Ze werkte kort als leraar voordat het echtpaar naar Boston, Massachusetts, in de Verenigde Staten emigreerde, zij was toen 21 jaar. Het echtpaar kreeg een zoon, Edward P. Fleming.

## Carrière bij het observatorium van het Harvard College
Nadat zij en haar jonge zoon door haar man in de steek waren gelaten, werkte Williamina Fleming als dienstmeisje in het huis van professor Edward Charles Pickering, die directeur was van het Harvard College Observatory.
Pickerings vrouw Elizabeth beval Williamina aan, omdat zij talenten had die verder gingen dan voogdij en moederlijke kunsten. In 1879 huurde Pickering Fleming in om parttime administratief werk te doen bij het observatorium. In 1881 nodigde Pickering Fleming uit om formeel lid te worden van het HCO en leerde haar hoe ze stellaire spectra moest analyseren. Ze werd een van de oprichters van de Harvard Computers, een volledig vrouwelijk kader van menselijke computers die door Pickering werden ingehuurd om wiskundige classificaties te berekenen en de publicaties van het observatorium te redigeren. Fleming ontdekte in 1888 de Paardenkopnevel en werkte ook mee aan de Henry Draper Catalogue.